# آرثر تابان بيرسون
آرثر تابان بيرسون (بالإنجليزية: Arthur Tappan Pierson)‏ هو كاتب أمريكي، ولد في 6 مارس 1837 في نيويورك في الولايات المتحدة، وتوفي في 3 يونيو 1911.